# Zizurkil
Zizurkil (spanisch Cizúrquil) ist ein Ort und eine Gemeinde in der Provinz Gipuzkoa im spanischen Baskenland. Sie hat 2.970 Einwohner (Stand: 2024).

## Geografie
Zizurkil liegt etwa 15 Kilometer südsüdwestlich von der Provinzhauptstadt Donostia-San Sebastián in einer Höhe von ca. 115 m.

## Bevölkerungsentwicklung
| 1900 | 1950 | 1970 | 1981 | 1991 | 2001 | 2011 | 2021 |
| ---- | ---- | ---- | ---- | ---- | ---- | ---- | ---- |
| 902  | 1480 | 1787 | 2827 | 2711 | 2889 | 2797 | 3001 |

## Sehenswürdigkeiten
- Aemilianuskirche (Iglesia de San Millán)
- Michaeliskapelle
- Rathaus

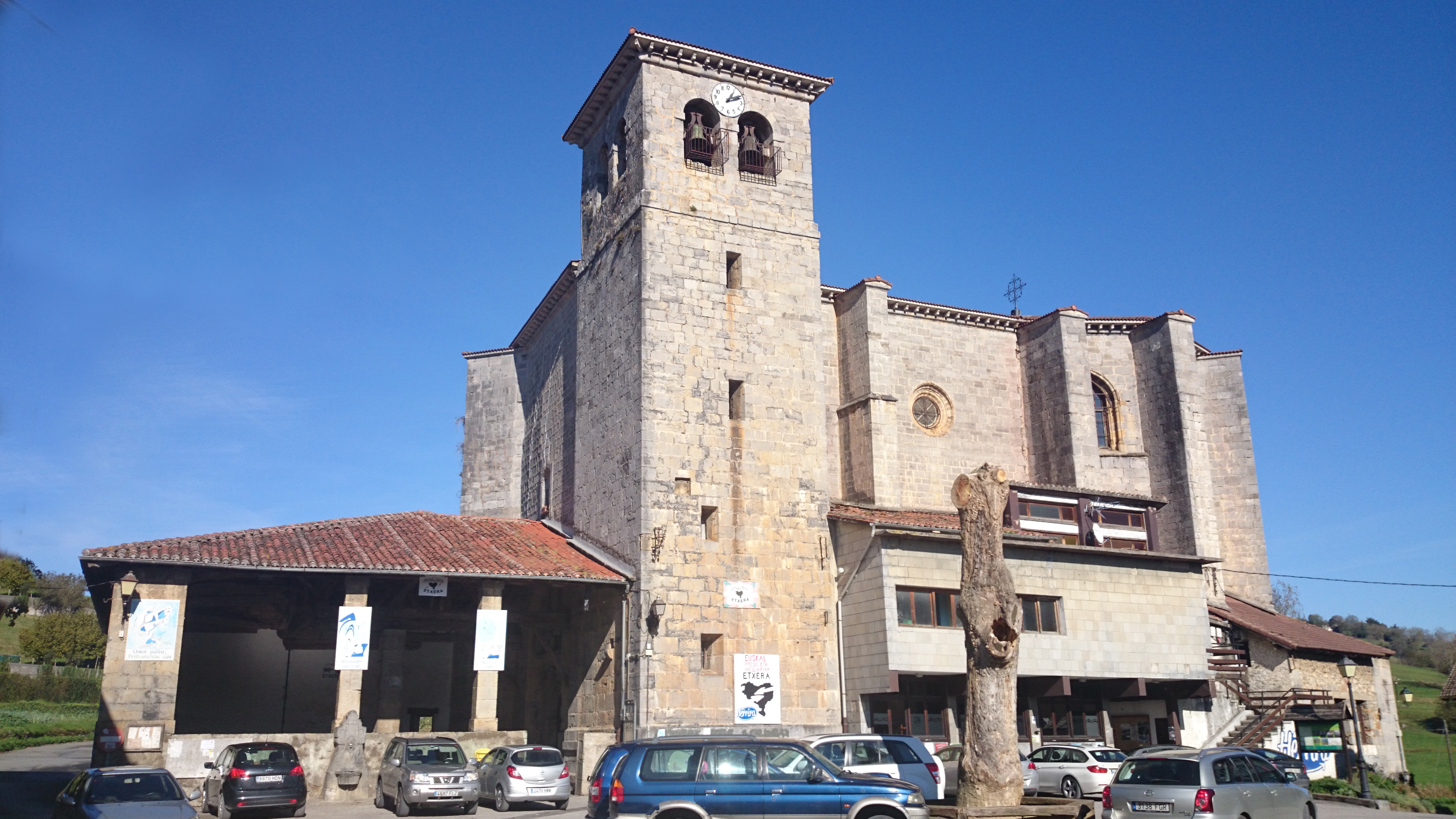
Aemilianuskirche
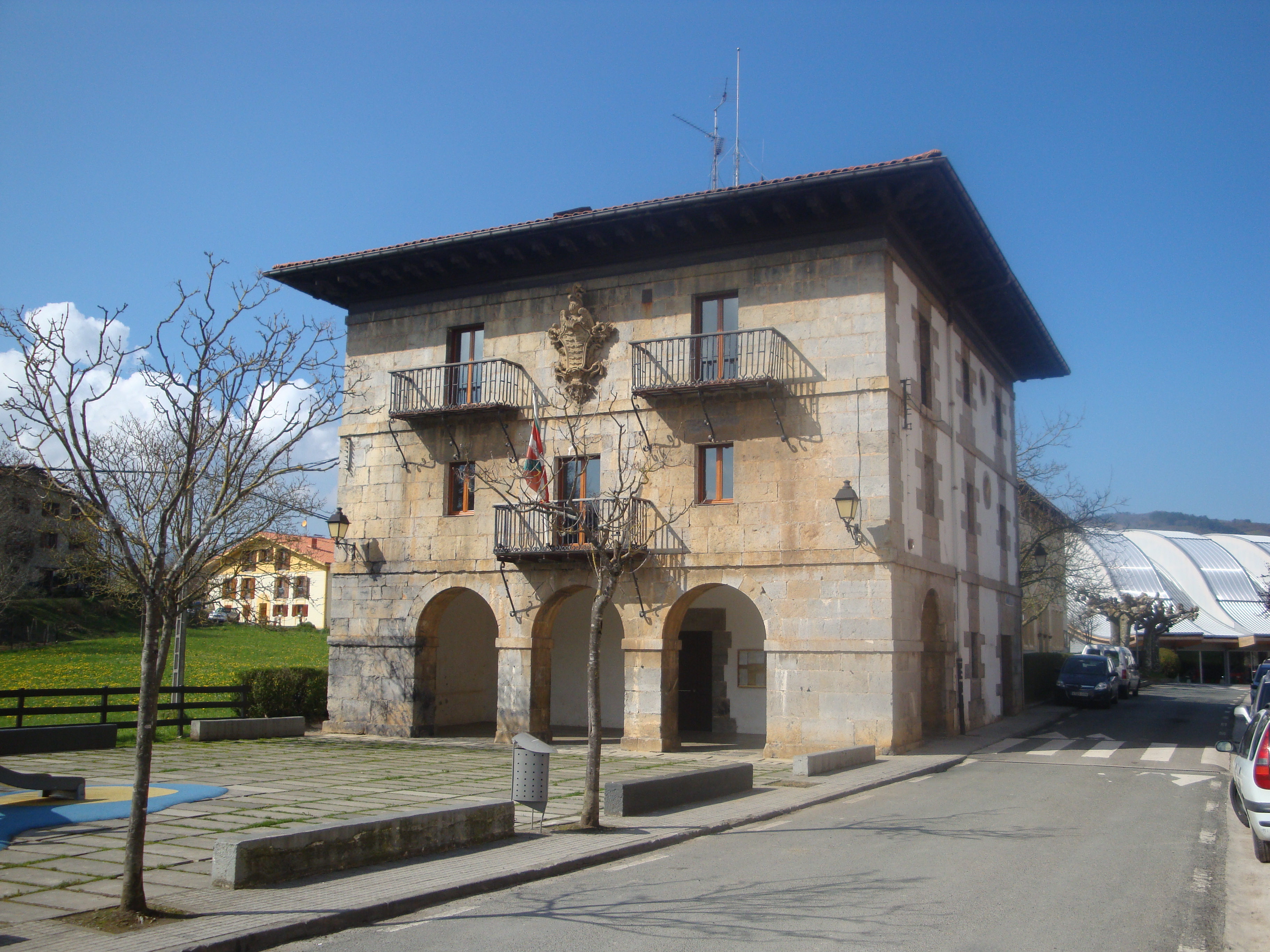
Rathaus